# Bycz (gromada)
Bycz – dawna gromada, czyli najmniejsza jednostka podziału terytorialnego Polskiej Rzeczypospolitej Ludowej w latach 1954–1972.
Gromady, z gromadzkimi radami narodowymi (GRN) jako organami władzy najniższego stopnia na wsi, funkcjonowały od reformy reorganizującej administrację wiejską przeprowadzonej jesienią 1954 do momentu ich zniesienia z dniem 1 stycznia 1973, tym samym wypierając organizację gminną w latach 1954–1972.
Gromadę Bycz z siedzibą GRN w Byczu utworzono – jako jedną z 8759 gromad na obszarze Polski – w powiecie aleksandrowskim w woj. bydgoskim, na mocy uchwały nr 24/1 WRN w Bydgoszczy z dnia 5 października 1954. W skład jednostki weszły obszary dotychczasowych gromad Bycz, Teodorowo, Stawiska i Zakręta ze zniesionej gminy Piotrków Kujawski, Wyrobki i Orle ze zniesionej gminy Czamanin, Wincentowo ze zniesionej gminy Bytoń oraz Władysławowo ze zniesionej gminy Boguszyce w tymże powiecie. Dla gromady ustalono 21 członków gromadzkiej rady narodowej.
1 stycznia 1956 gromada weszła w skład nowo utworzonego powiatu radziejowskiego w tymże województwie.
1 stycznia 1958 z gromady Bycz wyłączono wieś Władysławowo, włączając ją do gromady Mąkoszyn w tymże powiecie.
1 stycznia 1969 do gromady Bycz włączono obszar zniesionej gromady Mąkoszyn w tymże powiecie.
Gromadę zniesiono 1 stycznia 1972, a jej obszar włączono do gromad Topólka (sołectwa Orle, Sierakowy i Wyrobki), Wierzbinek (sołectwa Mąkoszyn, Goczki i Zaryń) i Piotrków Kujawski (sołectwa Bycz, Zakręta, Teodorowo, Stawiska i Wincentowo) w tymże powiecie.